# Arioaldo
Arioaldo (o Ariovaldo) (... – 636) è stato re dei Longobardi e re d'Italia dal 626 al 636.
Duca di Torino della stirpe dei Caupu, ariano, Arioaldo fu marito di Gundeperga, figlia di Teodolinda e del re Agilulfo.

## Biografia
Non ci sono pervenute informazioni sulla vita di Arioaldo prima dell'ascesa al trono. Paolo Diacono sostiene che su di lui non vi era notizia, forse perché aveva poco materiale ma anche perché forse voleva tacere della "recessione" del suo popolo da un re cattolico (Adaloaldo) a uno ariano, e del ritorno della capitale da Milano a Pavia, operata da Arioaldo, genero di Teodolinda. Si ha notizia di un suo primo matrimonio, ma niente si sa della moglie, né di un'eventuale discendenza. Presumibilmente era uomo di fiducia di Agilulfo, cui succedette nel Ducato di Torino e di cui sposò la figlia Gundeperga. Durante gli ultimi anni di regno del predecessore Adaloaldo, suo cognato (figlio di Agilulfo e di Teodolinda, era fratello di Gundeperga), guidò la fronda ariana ai tentativi di cattolicizzazione dei Longobardi condotti dalla regina madre Teodolinda, congiuntamente al figlio. Più che da motivazioni religiose, l'opposizione alla politica di Teodolinda derivava dalla conseguente rinuncia a ulteriori espansioni territoriali nelle aree italiane rimaste sotto controllo bizantino e rappresentate dal papa.
La rivolta esplose apertamente nel 624 e condusse rapidamente, tra il 625 e il 626, all'affermazione di Arioaldo, che fece tornare il regno sotto controllo ariano. Ciò provocò la preoccupazione di Papa Onorio I, che sollecitò un intervento dell'esarca bizantino contro il nuovo re. Di fatto, prese forma una congiura di palazzo, in cui era in qualche modo coinvolta la regina Gundeperga, appoggiata dal duca del Friuli Tasone. Arioaldo sventò la congiura e relegò per qualche tempo la moglie lontano da Pavia, forse a Lomello.
In seguito, però, fece richiamare Gundeperga a corte e la reintegrò nella sua dignità. Ciò corrispondeva alla politica conciliante avviata da Arioaldo, che ristabilì relazioni amichevoli con papa Onorio e mantenne un atteggiamento di equilibrio fra cattolici ed ariani. Giona, autore di una biografia di San Colombano, narra (II, 24) che Arioaldo era rimasto tanto colpito dalla dignità dell'abate Bertulfo dell'Abbazia di Bobbio da rinunciare, dopo l'incontro, a una rivalsa ariana verso i cattolici. Si tratta di un'interpretazione in chiave miracolistica della politica adottata dal re.
Arioaldo riportò la capitale a Pavia e bloccò una invasione degli Avari in Friuli. Durante il suo regno crebbe l'influenza del vicino regno dei Franchi su quello longobardo. Il suo governo assicurò un periodo di tranquillità e consolidamento al regno, durato un decennio. Arioaldo morì nel 636.